# Karl Anlauf
Karl Anlauf (* 26. April 1877 in Neurode; † 2. September 1951 in Kassel) war ein deutscher Journalist. Als Verfechter nationalistischer Kulturpolitik wirkte er in Hannover als erbitterter Gegner des dortigen Oberbürgermeisters Robert Leinert.

## Leben
Karl Anlauf trat in Hannover Anfang des 20. Jahrhunderts als Redakteur für Kultur in Erscheinung, ab 1903 zuerst beim Hannoverschen Kurier. Noch während der Zeit des deutschen Kaiserreichs publizierte er zwei Werke zu einer Redeschrift, der sogenannten Debattenschrift.
Zur Zeit der Weimarer Republik wurde Karl Anlauf Schriftführer der hannoverschen Bürgervereine sowie der hauptsächliche Mitarbeiter der Zeitschrift Bürgerwacht, die von 1927 bis 1941 erschien. 1922 übernahm er die Leitung des Feuilletons bei der nationalistischen Niederdeutschen Zeitung.
Daneben war er im Vorstand der Theatergemeinde Hannover, Mitglied im Theater-Ausschuss der Stadt sowie vom 4. Juli 1924 bis Mitte 1933 ehrenamtlicher Senator im hannoverschen Magistrat.
Anlauf war zuerst Mitglied der DNVP, zum 1. Mai 1937 trat er der NSDAP bei (Mitgliedsnummer 3.962.829) und wurde zeitweilig Archivar im Wilhelm-Busch-Museum.
1939 wurde seine Schrift Der Philosoph von Wiedensahl. Der völkische Seher Wilhelm Busch für die Mitglieder der Büchergilde Gutenberg veröffentlicht.

## Schriften
- Musterkürzungen und Sigel zur Debattenschrift, Lahr-Burgheim, Baden: Gustav Richter [ohne Jahr]
- Lehrgang der Debattenschrift. Deutsche Volkskurzschrift, System Arends, 3. Auflage, Lahr; Burgheim in Baden: G. Richter, 1914
- Die Revolution in Niedersachsen. Geschichtliche Darstellungen und Erlebnisse (in Frakturschrift), Hannover: Jänecke, 1919
- Der Philosoph von Wiedensahl. Der völkische Seher Wilhelm Busch, Berlin: Büchergilde Gutenberg, [1939, nur für Mitglieder]